# Asociación de la Prensa de Córdoba
La Asociación de la Prensa de Córdoba (Asprencor) es una asociación de periodistas de la provincia de Córdoba, España.

## Historia
La asociación fue fundada originalmente en la década de 1920, estando presidida por Eduardo Baro Castillo entre 1920 y 1936. Durante estos años atravesó diversas coyunturas, viéndose afectada por el estallido de la Guerra civil. La asociación, que se encontraba prácticamente inactiva tras la proclamación de la Segunda República, fue reorganizada en abril de 1934 y renombrada como «Agrupación de Periodistas», quedando bajo la presidencia de Marcelino Durán de Velilla. La Asociación de la Prensa de Córdoba no se organizaría de forma oficial hasta 1945. En octubre de año se constituyó su junta directiva, con Francisco Quesada Chacón como presidente. Desde 1946 tuvo a su cargo la edición provincial de la Hoja del Lunes, la cual constituía una fuente de ingresos para la asociación.
En la actualidad forma parte de la Federación de Asociaciones de Periodistas de España (FAPE).